# Stanislav Mečiar
Stanislav Mečiar (ur. 21 marca 1910 w Prievidzy, zm. 1971 w Buenos Aires) – słowacki slawista.
Badał związki literackie Polski i Słowacji. Studiował filologię słowacką i germańską na Uniwersytecie w Bratysławie, następnie uczył się w Poznaniu, Krakowie, Lipsku i Pradze. Był redaktorem części dotyczącej literatury w „Zborníku Maticy Slovenskej”, zaś w latach 1938–1944 redagował „Slovenské pohľady”. Po zakończeniu wojny w 1945 wyjechał do Argentyny.

## Niektóre publikacje
- 1932 – Tatry v slovenskej a poľskej poézii
- 1934 – Literatura czeska i słowacka wobec Mickiewicza wraz z przekładem IV księgi „Pana Tadeusza”
- 1936 – Poézia a život